# Sibel Can
Pour les articles homonymes, voir Sibel (homonymie).
 (septembre 2007).
Si vous disposez d'ouvrages ou d'articles de référence ou si vous connaissez des sites web de qualité traitant du thème abordé ici, merci de compléter l'article en donnant les références utiles à sa vérifiabilité et en les liant à la section « Notes et références ».
Sibel Can,  d'état civil Sibel Cangüre, est une chanteuse turque née le 1er août 1970 à Istanbul. Elle est danseuse orientale avant de devenir chanteuse.

## Biographie
Son registre est la chanson turque traditionnelle, la musique arabesque et la pop. Elle collabore notamment avec Neşe Karaböcek, Muazzez Abacı ou encore Emel Sayın.

## Discographie
- Hatirasidir (1994)
- Şarkılar Senden Yana (1995)
- Bu Devirde (1997)
- Daha Yolun Başindayim (1999)
- Işte Türk Sanat Müziği (2000)
- Canim Benim (2001)
- Sen Benimsin (2003)
- Özledin Mi (2005)
- Akşam Sefası (2007)